# Pernambuco (labdarúgó)
Pernambuco, született José Vitor Rodrigues da Silva dos Santos (Ilha de Itamaracá, 1998. április 28. –) brazil labdarúgó, aki a Diósgyőr játékosa.

## Pályafutása

### Brazíliában
A brazil Portuguesa csapatánál kezdte pályafutását. Később a Jaguariuna FC-nél játszott a Serie D-ben.

### Lviv
2019. február 23-án debütált az ukrán első osztályban a Lviv színeiben az Csornomorec Odesza elleni mérkőzésen.

### Dinamo Tbiliszi
2020. február 20-án egy évre kölcsönbe került a Dinamo Tbiliszihez vételi opcióval.

### Bodø/Glimt
2021. március 27-én kölcsönbe adták a norvég Bodø/Glimt csapatához, de egy ideig nem tudott csatlakozni a klubhoz, mert Norvégiában a COVID-19 járvány megelőzése érdekében lezárták a határokat. Egy hónap elteltével engedélyt kapott a norvégiai beutazásra, de egy pozitív koronavírus teszt miatt nem hagyhatta el Brazíliát. Végül 2021. május 28-án csatlakozhatott a Bodø/Glimt keretéhez. 2021. június 13-án a Mjøndalen ellen 2-0-ra megnyert mérkőzésen debütált a klub színeiben, a 90. percben csereként beállva.

### Sheriff Tiraspol
A 2022-es évben moldovai Sheriff Tiraspolhoz került kölcsönbe.

### Kizilzsar
2023 márciusában a kazah Kizilzsar csapatához szerződött.

### Diósgyőr
2023. augusztus 17-én csatlakozott a Diósgyőrhöz. 1 nappal a leigazolása után a Zalaegerszeg elleni bajnoki mérkőzésen csereként debütált és meg is szerezte első gólját a csapatban.

## Sikerei, díjai
Dinamo Tbiliszi
- Grúz bajnok: 2020

 Bodø/Glimt
- Norvég bajnok: 2021

 Sheriff Tiraspol
- Moldáv bajnok: 2021–2022
- Moldáv kupagyőztes: 2021–2022